# Willi Grewer
Willi Grewer (* 9. Oktober 1932 in Dorsten; † 24. September 1957 ebenda) war ein deutscher Fußballspieler. Mit Rot-Weiss Essen gewann er die deutsche Fußballmeisterschaft 1954/55.
Grewer spielte in den frühen 1950er Jahren mit dem Dorstener Club SuS Hervest in der Bezirksklasse. In einem Spiel gegen die Reserve von Rot-Weiss Essen hinterließ Grewer beim Gegner einen starken Eindruck und wechselte daraufhin zu den in der Oberliga West spielenden Essenern. In 86 Pflichtspielen erzielte er 18 Tore.
Bereits in seinem ersten Jahr gewann Grewer mit seinem neuen Verein die deutsche Meisterschaft durch einen 4:3-Sieg über den 1. FC Kaiserslautern. Er spielte dabei auf der Position des Linken Läufers, sodass er im Finale direkter Gegenspieler von Fritz Walter war. Auch im 1956 neu geschaffenen Europapokal der Landesmeister lief Grewer auf, allerdings schied Rot-Weiss Essen bereits in der ersten Runde gegen Hibernian Edinburgh aus. Außerdem spielte er in einigen Partien für die deutsche B-Fußballnationalmannschaft.
Während seiner Zeit bei Rot-Weiss Essen wohnte Grewer auch weiterhin auf der Marxstraße, in der Zechensiedlung des Dorstener Stadtteils Hervest. Dort starb er 1957 überraschend an Herzversagen.